# ديفيد لين (طبيب)
ديفيد لين (بالإنجليزية: David Lane)‏‏ (ولدَ في 1952) زميل الجمعية الملكية، هو عالم مناعة وأحياء جزيئي وباحث سرطان بريطاني، ويعمل حاليًا بمنصب كبير عُلماء وكالة العلوم والتكنولوجيا والبحوث في سنغافورة والمدير العلمي لليدوغ لأبحاث السرطان، وهو ورئيس مجلس إدارة شيغاي فارمابدي (Chugai Pharmabody). حصل على ميدالية بوكانان عام 2004 تقديرًا لاكتشافه للبروتين p53 والأبحاث اللاحقة التي ساعدت على استعمال هذا الاكتشاف في التطبيق السريري، واستخدامِ مسار p53 لإيجاد علاجاتٍ جديدة للسرطان.

## التعليم
أكمل لين دراسته الجامعية والدراسات العليا في جامعة كوليدج بلندن حيث درس المناعة الذاتية.